# Ophiobolus typhae
Ophiobolus typhae är en svampart som beskrevs av Feltgen 1901. Ophiobolus typhae ingår i släktet Ophiobolus och familjen Leptosphaeriaceae.   Inga underarter finns listade i Catalogue of Life.